# 李燦 (清朝)
李燦（1820年—1852年），山東諸城縣人。清朝政治人物。同進士出身。

## 生平
李燦於道光二十七年（1847年）中式丁未科張之萬榜三甲進士。任廣西馬平縣（今柳城縣）知縣。太平軍李士雄部進犯縣境，李燦募勇八百人，與守備舒增謀等督戰抵抗，在城南與敵大戰，力竭陣亡。年僅三十三歲。清末《諸城縣鄉土志》有傳。